# 甘徳
甘 徳（かん とく、紀元前4世紀頃）は、中国・戦国時代の天文学者。斉の人。同時代の魏の石申とともに、世界最古級の星表を記したと伝えられている。

## 生涯
『史記』天官書の記述から斉の人とされる。4世紀の歴史家徐広が施した補注では、甘徳は魯出身とする。また、5世紀の書誌学者阮孝緒は『七録』において甘徳が楚の人であると記した。
甘徳には『天文星占』8巻、『甘氏四七法』1巻、『歳星経』などの著書があったとされるが、その大半は失われている。これらの著書の内容は『史記』天官書や『漢書』天文志における記述を通して窺い知ることができる。また、後述の『開元占経』には「甘石星経」としてまとまった文献が収録されている。

## 業績
『史記』天官書に「天数を伝える者」として列挙される古代の天文家の中に、甘公として記載されている。『漢書』天文志は、天体の動きやその吉凶に関し、甘徳と石申の論を対照引用している。
唐代成立の占星術書『開元占経』には、甘徳の『天文星占』と石申の『天文』（別名、石氏星経）をまとめたとされる文献が収録されており「甘石星経」の名で呼ばれている。紀元前4世紀成立の伝承を信じるならば、バビロニア星表に次ぎ、チモカリスやヒッパルコスのそれに先立つ世界最古級の星表となる。
馬王堆漢墓に副葬された帛書には天文に関する記録（「五星占」）が含まれるが、記述は一部「甘石星経」と共通している。『隋書』天文志・『晋書』天文志によれば、3世紀（晋の武帝司馬炎の頃）に呉の太史令陳卓が、石申・甘徳および殷の占星術師巫咸の星図を総合し、星官の標準を定めたという。以後、この系統を汲むさまざまな星表・星図が、石申・甘徳や巫咸の名を掲げて制作された。
宣王6年（紀元前364年）、甘徳は木星近傍に暗い星があることを記録している。1981年、中国の科学史家である席澤宗は、この記録が木星の衛星を発見したことを示すものと指摘した。実際にそうであるならば、望遠鏡を使ってガリレオ衛星を観測したガリレオらよりも2000年近くも前に、裸眼によって衛星を視認していたことになる。しかし、非常に明るい木星の光にさえぎられること、裸眼によって木星の衛星を観測した記録が他に知られていないことから、この見解に広い同意は得られていない。